# مارتن بوكنشت
مارتن بوكنشت (بالهولندية: Maarten Bouwknecht) مواليد 14 ديسمبر 1994 في خرونينغن، هو لاعب كرة سلة هولندي. بدأ مسيرته الاحترافية في سنة 2013. يلعب مع نادي دين بوش لكرة السلة في الدوري الهولندي لكرة السلة كلاعب هجوم خلفي. يحمل الرقم 2.

## روابط خارجية
- مارتن بوكنشت على موقع الاتحاد الدولي لكرة السلة (الإنجليزية)
- مارتن بوكنشت على موقع كرة السلة الأوروبية.كوم (الإنجليزية)
- مارتن بوكنشت على موقع ريلجم (الإنجليزية)
- مارتن بوكنشت على موقع بروبوليرز (الإنجليزية)